# Skalp
Jedná se označení vlasaté části těla člověka. Pokrývá horní část lebky a skládá se z 5 vrstev:
- Kůže (včetně vlasů)
- Podkožní vazivo
- Svaly
- Subaponeurotická tkáň
- Okostice